# Vlag van Pas-de-Calais

Vlag van Pas-de-Calais

De vlag van Pas-de-Calais is de niet-officiële vlag van het Franse departement Pas-de-Calais. Net als de meeste andere departementen van Frankrijk heeft Pas-de-Calais geen officiële vlag, maar wordt de hier rechts afgebeelde vlag op niet-officiële wijze gebruikt. De vlag is afgeleid van het wapen van dit departement.
De vlag toont een blauw veld bezaaid met gele lelies en in de schildzoom onderbroken door een barensteel van rood van drie hangers elk beladen met drie kleine kastelen ook van goud in paal, op een schildzoom van hetzelfde beladen met drie bezanten van rood.
Het hoofdschild met de fleur de lis en een barensteel met het kasteel zijn de wapens van het vroegere graafschap Artesië. De schildzoom toont de drie rode bezanten van goud zoals gebruikt door het voormalige graafschap Boulogne. De vlag is geïnspireerd op het ontwerp van het wapen dat in 1950 is voorgesteld door Robert Louis.
Naast deze vlag is er een logovlag in gebruik.

Vlag van het graafschap Artesië
Wapen van de graven van Boulogne
Logovlag (variant 1)
Logovlag (variant 2)
Logovlag (variant 3)